# Homoljske planine
Homoljske planine (cirilica: Хомољске планине) so nižje gorovje na vzhodu Srbije. Ležijo v odmaknjeni pokrajini Homolje med Zviško kotlino na severu in Žagubiško kotlino na jugu, Mlavsko kotlino na zahodu in povirnih delov Gornjega Peka na vzhodu. Raztezajo se v smeri zahod-vzhod, najvišja točka pa znaša 940 metrov nadmorske višine.
Pripadajo skupini Karpatsko-balkanskih planin. Zgrajene so pretežno iz skrilavca in apnenca. So gozdnate in vodnate, na njih izvirajo številni potoki, pritoki rek Mlave in Peka.
Upravno skoraj v celoti pripadajo občini Žagubica, ki meji z občinami Petrovac na Mlavi, Despotovac, Bor, Majdanpek in Kučevo.
Na obronkih in pobočjih Homoljskih planin in v soteski Mlave stojijo ostanki številnih srednjeveških samostanov. Samostani, ki še delujejo, so Trška crkva pri Žagubici, Gornjak, Sv. Trojica in Reškovica blizu vasi Ždrelo, Đerinac pri Bistrici, Vitovnica in Bradača.
V pokrajini se je ohranilo veliko stare kulture, ljudskih običajev, starih obrti in tradicionalne arhitekture. Nižje dele planin poraščajo hrastovi gozdovi, v srednjih predelih so hrastovi in bukovi gozdovi, najvišje predele pa prekrivajo pašniki in travniki. Na njih so še danes občasno naseljena tradicionalna planšarska naselja – katuni oziroma bačije – kjer se v poletnem času pasejo črede ovac, iz katerih mleka se prideluje homoljski sir.

## Vrhovi
- Štubej – 940 m
- Kupinova Glava – 923 m
- Veliki Sumorovac – 911 m
- Zdravča – 897 m
- Veliki Vranj – 884 m
- Poljana Tresnita – 880 m
- Čoka Njamci – 856 m
- Tilva Uroša – 854 m
- Strnjak – 848 m
- Pripor – 846 m
- Veliki Vukan – 825 m
- Vrata – 815 m
- Kobilja Glava – 778 m
- Mali Vukan – 752 m[1]